# Campeonato Africano de Clubes de Hóquei em Patins
O Campeonato Africano de Clubes era a principal competição de Hóquei em Patins ao nível de clubes realizada em África. Era organizado pela FARS.

## Vencedores
| Ano  | Cidade Sede | Campeão             | Vice Campeão             |
| ---- | ----------- | ------------------- | ------------------------ |
| 2010 | Pretória    | Académica de Luanda | Juventude de Viana       |
| 2008 | Luanda      | Juventude de Viana  | Petro Atlético de Luanda |
| 1993 | Cairo       | Estrela Vermelha    | Juventude de Viana       |

## Número de campeonatos por equipa
| Equipa              | Campeonatos |
| ------------------- | ----------- |
| Académica de Luanda | 1           |
| Juventude de Viana  | 1           |
| Estrela Vermelha    | 1           |
| TOTAL               | 3           |

## Ligações Externas
- I Campeonato Africano de Clubes
- II Campeonato Africano de Clubes
- Campeonato Africano de Clubes de Hóquei em Patins no site HoqueiPatins.cat (em catalão) III Campeonato Africano de Clubes

### Sítios Africanos
- Africano de Clubes de 2008
- Juventude Viana vence II Campeonato Africano de Clubes em Luanda

### Internacional
- Roller Hockey links worldwide
- Mundook-World Roller Hockey
- Hardballhock-World Roller Hockey
- Inforoller World Roller Hockey
- World Roller Hockey Blog
- rink-hockey-news - World Roller Hockey